# Heteroconger obscurus
Heteroconger obscurus är en fiskart som först beskrevs av Wolfgang Klausewitz och Eibl-eibesfeldt, 1959.  Heteroconger obscurus ingår i släktet Heteroconger och familjen havsålar. Inga underarter finns listade i Catalogue of Life.